# Японсько-китайська війна (1937—1945)
Япо́нсько-кита́йська війна́ (7 липня 1937 — 9 вересня 1945) — війна між Республікою Китай та Японською Імперією.
Попри те, що обидві держави вели періодичні бойові дії з 1931 року, повномасштабна війна розгорнулась 1937 року та закінчилася капітуляцією Японської імперії 1945 року. Війна виявилася наслідком курсу Японської імперії, спрямованого на досягнення політичного та військового панування в Республіці Китай для захоплення величезних сировинних та інших ресурсів. До 1937 року сторони схоплювалися в невеликих сутичках, так званих «інцидентах», оскільки обидві сторони з багатьох причин утримувалися від розв'язування тотальної війни. 1931 року відбулося вторгнення в Маньчжурію (також відоме як «Мукденський інцидент»). Останнім з подібних інцидентів став інцидент на Луґоуцяо — обстріл японцями Моста Марко Поло 7 липня 1937 року, який і є офіційним початком повномасштабної війни між двома країнами.
З 1937 по 1941 роки Республіка Китай билася сама. Після нападу японців на Перл-Гарбор Друга японо-китайська війна стала частиною Другої світової війни.

## Назви
У Китаї вона відома як Війна опору проти японської агресії (спрощ.: 中国抗日战爭; кит. трад.: 中國抗日戰爭; піньїнь: Zhōngguó Kàngrì Zhànzhēng) або коротко Війна опору (спрощ.: 抗战; кит. трад.: 抗戰).
У сучасної Японії найчастіше використовується назва Японсько-китайська війна (яп. 日中戦爭, Nitchū Sensō) найчастіше використовується через сприйману об'єктивність.
Назви які використовував тодішний уряд Японії: Північнокитайский інцидент (яп. 北支事變/華北事變, Hokushi Jihen/Kahoku Jihen), Китайський інцидент (яп. 支那事變, Shina Jihen).
Слово "інцидент" (яп. 事變, jihen) використовувалося Японією, оскільки жодна країна не зробила офіційного оголошення війни. З погляду японців, локалізація цих конфліктів була вигідною для запобігання втручанню інших країн, зокрема Великої Британії та Сполучених Штатів, які були основним джерелом нафти та сталі відповідно. Формальне вираження цих конфліктів потенційно могло призвести до американського ембарго відповідно до Актів щодо нейтралітету 1930-х років. Крім того, через роздроблений політичний статус Китаю Японія часто заявляла, що Китай вже не є впізнаваною політичною одиницею, якій можна було оголосити війну.

## Передісторія конфлікту
Конфлікт бере свій початок у Японсько-китайській війні 1894—1895 років, в якій Китай, керований маньчжурською династією Цін, був розгромлений Японською імперією і згідно з Сімоносекським договором був вимушений віддати Тайвань та визнати незалежність Кореї.
Династія Цін перебувала на межі краху через внутрішні революційні виступи та експансії інших країн, тоді як Японська імперія стала великою державою завдяки ефективним заходам в ході модернізації. Республіка Китай була проголошена 1912 року в результаті Сіньхайської революції, що повалила династію Цін.
1915 року Японська імперія опублікувала «Двадцять одну вимогу», просуваючи свої політичні та комерційні інтереси в Республіці Китай. Після Першої світової війни Японська імперія придбала німецьку сферу впливу в Шаньдуні. Китай під управлінням республіканського уряду в Пекіні перебував в стані роздробленості та не міг чинити опір іноземній експансії. В 1926—1928 роках партією Гоміньдан (Китайською націоналістичною партією) був організований так званий Північний похід. Північний похід проходив по території Китаю, очищаючи його від конкурентів Ґоміньдану, поки не був зупинений у Шаньдуні силами пекінського уряду, підтриманого японцями, які намагалися перешкодити армії Ґоміньдану об'єднати Китай під своєю владою. Кульмінацією даних подій став Цзінаньський інцидент 1928 року. Того ж року правитель Маньчжурії Чжан Цзолінь був вбитий у зв'язку з ослабленням співпраці з японцями. Услід за цими подіями ґоміньданівський уряд Чан Кайші досяг своєї мети — об'єднання Китаю. Це сталося 1928 року.

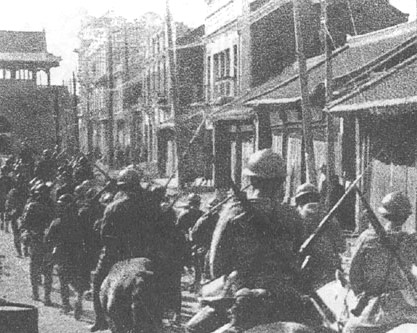
Японські війська входять в Шеньян під час окупації Маньчжурії

Північний похід об'єднав Китай лише номінально — громадянські війни між колишніми воєначальниками та гоміньданівськими фракціями ламали цю єдність. До того ж, китайські комуністи бунтували проти центрального уряду. Внаслідок цього, китайський центральний уряд відволікався на громадянські війни та більше переймався внутрішніми проблемами ніж опором зовнішнім ворогам. Така ситуація призводила до незначного опору японській агресії. 1931 року, внаслідок Мукденського інциденту, Японія вторглася в Маньчжурію. Після п'яти місяців боротьби, 1932 року, в Маньчжурії був встановлений прояпонський режим — держава Маньчжоу-ґо. Не маючи можливості кинути виклик Японській імперії безпосередньо, Республіка Китай попросила допомоги у Ліги Націй. Ліга провела розслідування після якого засудила Японську імперію за вторгнення в Маньчжурію та виключила Японію з Ліги Націй. З другої половини 1920-х років і впродовж 1930-х мирне урегулювання було основою політики світової спільноти, і жодна з держав не бажала добровільно зайняти активнішу позицію.

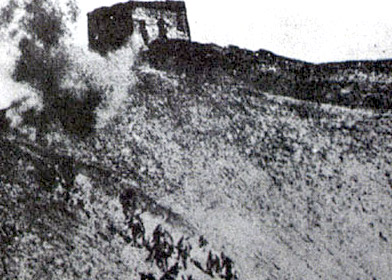
Японські війська атакують Великий китайський мур (1933 рік)

За Мукденським інцидентом послідували безперервні конфлікти. 1932 року китайські та японські солдати зустрілися в короткій війні, так званий «Інцидент 28 січня». Ця війна привела до демілітарізації Шанхая, в якому китайцям було заборонено розміщувати свої військові сили. У Маньчжоу-ґо йшла тривала кампанія по боротьбі з антияпонськими добровольчими арміями. 1933 року японці атакували район Великого китайського муру, в результаті чого отримали контроль над провінцією Жехе та створили демілітаризовану зону між Великим китайським муром та районом Пекін-Тяньцзінь. Метою японців було створення буферної зони між Манчжоу-ґо та китайським націоналістським урядом, столицею якого був Нанкін.
Японська імперія продовжувала використовувати внутрішні конфлікти між китайськими політичними угрупуваннями для зменшення їх впливу. Це ставило нанкинський уряд перед фактом, що впродовж декількох років після Північного походу політична влада націоналістичного уряду поширювалася тільки на області довкола дельти річки Янцзи, тоді як інші регіони Китаю, по суті, знаходилися в руках регіональної влади.
Під тиском Японської імперії 1935 року Республіка Китай підписує японські умови нормалізації обстановки в Північному Китаї, які заборонили Комуністичній партії Китаю (КПК) партійну діяльність в Хебеї та покінчили з китайським контролем на півночі країни. Того ж року з'явилася угода між китайською владою в провінції Чахар (Монголія) та японцями про демілітаризацію східної частини провінції і зняття з поста її губернатора. Таким чином, до кінця 1935 року китайський центральний уряд фактично залишив Північний Китай. Відповідно, на його території були засновані підтримувані японцями органи влади.

### Причини війни
Японська імперія: Японія почала війну, маючи на меті повалення китайського центрального уряду Ґоміньдану та встановлення прояпонських режимів на території Республіки Китай. Проте, нездатність Японської імперії привести війну в Республіці Китай до бажаного закінчення, сполучене зі все несприятливішими торговельними обмеженнями Заходу, приводило до великих потреб Японської імперії в натуральних ресурсах, які були в Малайзії, Індонезії та Філіппінах, які були під контролем Великої Британії, Нідерландів та США відповідно. Японська стратегія опанування цих ресурсів привела до атаки на Перл-Гарбор та відкритті Тихоокеанського театру військових дій Другої світової війни.
 Республіка Китай (Гоміньдан): До початку повномасштабних бойових дій Республіка Китай зосереджувала зусилля на модернізації армії та створенні життєздатної оборонної промисловості для збільшення своєї бойової потужності на противагу Японської імперії. Оскільки Республіка Китай була об'єднана під владою Ґоміньдану лише формально, вона знаходилася в стані постійної боротьби з комуністами та різними мілітаристськими об'єднаннями. У цілому, Республіка Китай переслідувала такі цілі: протистояти японській агресії, об'єднати Китай під керівництвом центрального уряду, звільнити країну від іноземних військ та перемогти комуністів.
 Комуністична партія Китаю: Китайські комуністи побоювалися широкомасштабної війни проти японців. Комуністична партія уникала прямих бойових дій проти японців, змагаючись у той же час з націоналістами за вплив у Республіці Китаї з метою залишитися головною політичною силою в країні після вирішення конфлікту.
 Радянський Союз: СРСР, у зв'язку із загостренням ситуації на Заході, був вигідний мир з Японською імперією на сході, щоб уникнути в разі можливого конфлікту війни на два фронти. У зв'язку з цим Республіка Китай представлялася ідеальною буферною зоною між сферами інтересів СРСР та Японської імперії. СРСР було вигідно підтримувати будь-яку центральну владу в Республіці Китай, щоб вона могла ефективніше організувала відсіч японській інтервенції, відводячи японську агресію від радянської території. Природною представлялася також підтримка китайських комуністів у світлі ідей «Світової революції».
 Велика Британія: У 1920-х та 1930-х британська позиція по відношенню до Японської імперії була миролюбною. Так, обидві держави входили в Англо-японський союз. Багато представників британського співтовариства в Республіці Китай підтримували дії Японської імперії, які ослабляли націоналістичний китайський уряд. Це відбувалося через відміни китайськими націоналістами більшості іноземних концесій та відновлення права встановлювати власні податки і тарифи, без британської адміністрації. Велика частина британських озброєних сил була зайнята війною в Європі і могла приділити лише дуже невелику увагу війні на Тихоокеанському театрі.
 США дотримувалися політики ізоляціонізму до нападу Японської імперії на Перл-Гарбор, проте допомагали Республіці Китай добровольцями та дипломатичними заходами. США також вводили ембарго на торгівлю нафтою та сталлю проти Японської імперії, вимагаючи виведення її військ з Китаю. З втягуванням в Другу світову війну, зокрема, війну проти Японської імперії, для США Республіка Китай стала природною союзницею.
 Режим Віші у Франції: Основні шляхи поставок американської військової допомоги пролягали через китайську провінцію Юньнань та Тонкін, північну область Французького Індокитаю, тому Японська імперія намагалася блокувати китайсько-індокитайський кордон. 1940 року після поразки Французької республіки і встановлення пронімецького режиму Віші Японія здійснила вторгнення до Індокитаю. У березні 1945 року японці остаточно витіснили французів з Індокитаю, проголосивши там власні колонії.
 Вільна Франція: У грудні 1941 року після японського нападу на Перл-Гарбор лідер Вільної Франції Шарль де Ґолль оголосив війну Японії. Французи виступали виходячи із загальносоюзницьких інтересів, а також в цілях утримання азійських колоній Франції під своїм контролем.

## Сили сторін

### Японська імперія

Прапор Імперської армії Японії

В японській армії, виділеній для бойових дій в Китаї, було 12 дивізій, що налічували 240—300 тисяч солдатів та офіцерів, 1200—1300 літаків, близько 1000 танків та бронемашин, більше 1,5 тисяч гармат. Оперативний резерв становили частини Квантунської армії та 7 дивізій, розміщених у метрополії. Крім того, було близько 150 тисяч маньчжурських та монгольських солдатів, що служили під керівництвом японських офіцерів. Для підтримки з моря дій сухопутних військ виділялися значні сили військово-морського флоту. Японські війська були добре навчені та оснащені.
Також разом з японськими військами діяли дивізії китайських колабораціоністів. 1938 року в Колабораціоністську китайську армію входило 78 тис. людей і їх кількість постійно зростала На кінець війни в армію колабораціоністів входили 1 186 000 людей.

### Китайська республіка

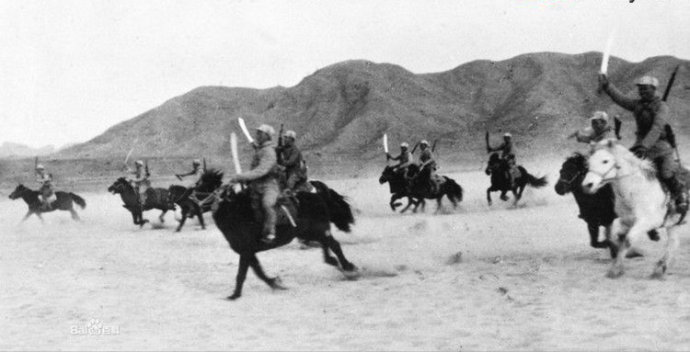
Китайська кавалерія, озброєна мечами та пістолетами

На початок конфлікту в Китаї було 1900 тисяч солдатів та офіцерів, 500 літаків (за іншими даними, влітку 1937 року в китайських ВПС налічувалось близько 600 бойових літаків, з них 305 винищувачів, але боєздатною була не більше половини), 70 танків, 1000 гармат. При цьому безпосередньо головнокомандуючому НРА Чан Кайші підкорялися тільки 300 тисяч, а всього під контролем нанкинського уряду було приблизно 1 мільйон людей, решту військ же представляли сили місцевих мілітаристів. Додатково, боротьбу проти японців номінально підтримували комуністи, що мали в північно-західному Китаї партизанську армію чисельністю приблизно в 150 тисяч людей. Гоміньдан склав з 45 тисяч цих партизан 8-му похідну армію під командуванням Чжу Де. Китайська авіація складалася із застарілих літаків з малодосвідченими китайськими або найманими іноземними екіпажами. Резерви були відсутні. Китайська промисловість не була підготовлена до ведення великої війни.
В цілому, за чисельністю китайські озброєні сили перевершували японські, проте істотно поступалися в технічній оснащеності, у виучці, за моральним станом, а головне — у своїй організації.
Китайський флот складався з 10 крейсерів, 15 сторожових та торпедних катерів.

## Плани сторін

### Японська імперія

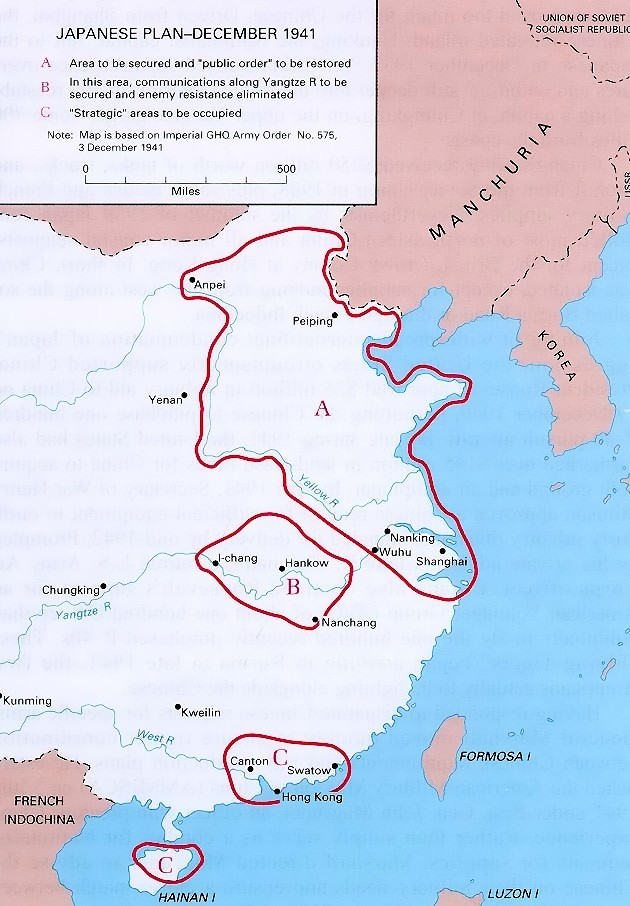
Японський план окупації Китаю

Японська імперія ставила за мету утримувати китайську територію, створюючи в тилу різні структури, що дозволяли б максимально ефективно контролювати захоплені землі. Армія повинна була діяти за підтримки флоту. Активно використовувалися морські десанти для стрімкого захоплення населених пунктів без необхідності фронтального наступу на далеких підступах. В цілому армія використовувала переваги в озброєнні, організації та мобільності, перевагу в повітрі і на морі.

### Республіка Китай
Республіка Китай мала погано озброєну армію з неефективною організацією. Багато військ не мали абсолютно ніякої оперативної мобільності, будучи прив'язаними до місць своєї дислокації. У зв'язку з цим оборонна стратегія Китаю ґрунтувалася на жорсткій обороні, локальних наступальних контропераціях та на розгортанні партизанської війни в тилу противника. На характер військових дій вплинула політична роз'єднаність країни. Комуністи та націоналісти, номінально виступаючи єдиним фронтом в боротьбі проти японців, погано координували свої дії і часто виявлялися втягнутими в міжусобну боротьбу. Маючи дуже нечисельні ВПС з погано навченими екіпажами та застарілою технікою, Республіка Китай вимушена була просити допомогу в СРСР (на ранньому етапі) та США, яка виражалася в постачаннях авіаційної техніки та матеріалів, відправці фахівців-добровольців для участі у військових діях та навчанні китайських льотчиків.
В цілому, як націоналісти, так і комуністи планували чинити лише пасивний опір японській агресії (особливо після вступу до війни проти Японії США і Великої Британії), сподіваючись на розгром японців силами союзників і докладаючи зусилля до створення та зміцнення базису для майбутньої війни за владу між собою (створення боєздатних військ та підпілля, посилення контролю над неокупованими районами країни, пропаганда тощо).

## Хронологія війни

### Початок війни
Більшість істориків пов'язують початок Японсько-китайської війни з інцидентом на мосту Луґоуцяо (інша назва — на Мосту Марко Поло). Проте деякі китайські історики встановлюють відправну точку війни на 18 вересня 1931, коли стався Мукденський інцидент, під час якого Квантунськая армія під приводом захисту залізниці, що пов'язувала Люйшунь з Мукденом, від можливих диверсійних дій китайців в ході «нічних вчень» захопила мукденський арсенал. Китайським військам довелося відступити, і до лютого 1932 року вся Маньчжурія опинилася в руках японців. Після цього аж до офіційного початку Японсько-китайської війни йшли постійні захоплення японцями територій в Північному Китаї та різні за масштабом бої з китайською армією.
7 липня 1937 року японські війська зіткнулися з китайськими на мосту Луґоуцяо недалеко від Пекіна. Під час «нічних вчень» зник японський солдат. Японці ультимативно зажадали від китайців видати солдата або відкрити ворота міста для його пошуків. Відмова китайських властей привела до перестрілки між японською ротою та китайським піхотним полком. Справа дійшла до обстрілу моста артилерією. Це послужило приводом для повномасштабного вторгнення до Китаю, яке японці назвали «Китайським інцидентом».

### Перший період війни (липень 1937— жовтень 1938)

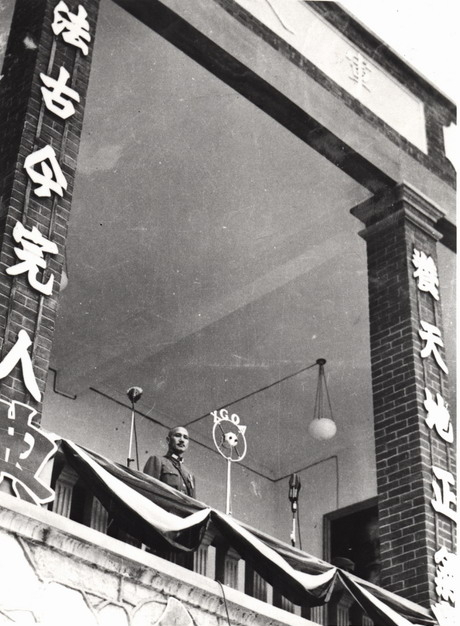
10 липня, 1937 місто Лушань: Чан Кайші оголошує основи політики Гоміньдану по обороні від японських військ

Після серії провальних переговорів між Китаєм та Японією, 26 липня 1937 року Японія вдалася до повномасштабних бойових дій. Перший повномасштабний японський наступ відбувся у північному від Хуанхе напрямку силами 3-х дивізій та 2-х бригад (близько 40 тисяч людей при 120 гарматах, 150 танках та бронемашинах, 6 бронепоїздах та підтримці до 150 літаків). Японські війська швидко захопили Пекін (28 липня) та Тяньцзінь (30 липня). У наступні декілька місяців японці просувалися на південь та захід, зустрічаючи слабкий опір, захопили провінцію Чахар та частину провінції Суйюань, дійшовши до річки Хуанхе біля міста Баодін. Але до вересня через збільшення боєздатності китайської армії, наростання партизанського руху та проблем з постачанням, наступ сповільнився, тому японці до вересня були змушені перекинути до Північного Китаю до 300 тисяч солдатів та офіцерів.
8 серпня — 8 листопада розвернулася Друга шанхайська битва, в ході якого численні японські десанти у складі 3-го експедиційного корпусу Мацуі Іване, при інтенсивній підтримці з моря та повітря, зуміли захопити місто, не зважаючи на сильний опір китайців. В цей час японська 5-та дивізія Ітаґакі Сейсіро потрапила в засідку і була розгромлена на півночі провінції Шаньсі 115-ю дивізією (під командуванням Не Жунчженя), яка входила до складу 8-ї похідної армії Китаю. Японці втратили 3 тисячі осіб та основне озброєння. Пінсіньґуанська битва мала велике пропагандистське значення в Китаї та стала найбільшою битвою комуністичної армії з японцями за весь хід війни.
У листопаді — грудні 1937 року японська армія розгорнула наступ на Нанкін по річці Янцзи. 12 грудня 1937 японська авіація зробила наліт на англійські та американські кораблі, що стояли поблизу Нанкіну. В результаті був потоплений канонерський човен «Панай». Проте дипломатичними заходами конфлікту удалося уникнути. 13 грудня Нанкін був захоплений, уряд евакуювався в місто Ханькоу. Японська армія протягом 5 днів влаштувала в місті різанину цивільного населення, в результаті якої загинуло 50 тисяч чоловік. В результаті битви за Нанкін китайська армія втратила всі танки, артилерію, авіацію та військово-морський флот.
У січні — квітні 1938 року відновився японський наступ на півночі Китаю. У січні був захоплений Шаньдун. Японські війська стикалися з сильним партизанським рухом та не могли ефективно контролювати захоплену територію. У березні — квітні 1938 розгорілася битва при Тайерчжуані, в ході якої 200-тисячне угрупування регулярних військ та партизан під спільним командуванням генерала Лі Цзунженя оточило 60-тисячне угрупування японців, яким зрештою вдалося пробитися з кільця, втративши велику кількість військової техніки та 20 тисяч людей убитими.
У травні — червні 1939 року японці перегрупувалися, зосередивши понад 200 тисяч солдатів та офіцерів і близько 400 танків проти 400 тисяч погано озброєних китайців, практично позбавлених бойової техніки, та продовжили наступ, внаслідок чого був узятий Сюйчжоу (20 травня) та Кайфен (6 червня). У цих боях японці застосовували хімічну та бактеріологічну зброю.
У травні 1938 року була створена нова 4-та армія Китаю під командуванням Е Тіна, яка була сформована в основному з комуністів, та дислокувалася переважно в японському тилу на південь від середньої течії Янцзи.

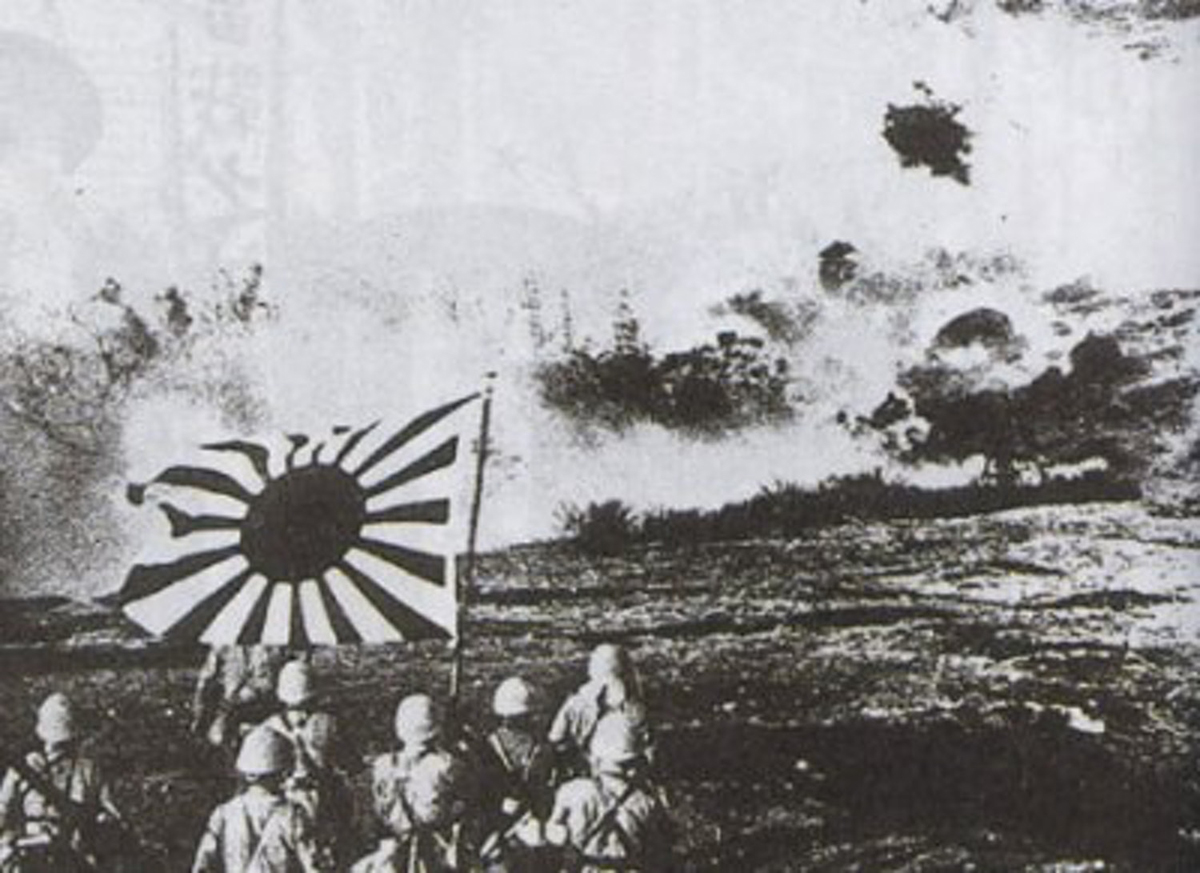
Японські солдати в битві при Кантоні

У червні — липні 1938 року китайці зупинили стратегічний наступ японців на Ханькоу через Чженчжоу, зруйнувавши греблі, що не давали розлитися річці Хуанхе. При цьому загинула безліч японських солдатів, велика кількість танків, вантажівок та гармат опинилося під водою або зав'язло в топком ґрунті.
Взявши напрям наступу південніше, японці оволоділи Ханькоу (25 жовтня) в ході тривалих, виснажливих боїв. Чан Кайші залишив Ухань та переніс свою столицю в Чунцін.
22 жовтня 1938 японський морський десант, доставлений на 12 транспортних суднах під прикриттям 1 крейсера, 1 есмінця, 2 канонерних човнів та 3 тральщиків, висадився по обидві сторони протоки Хумень та узяв штурмом китайські форти, що охороняли прохід до Кантону. Того ж дня китайські частини 12-ї армії без бою залишили місто. До міста увійшли японські війська 21-ї армії, що захопили склади із зброєю, боєприпасами, спорядженням та продовольством.

### Другий період війни (листопад 1938— грудень 1941)

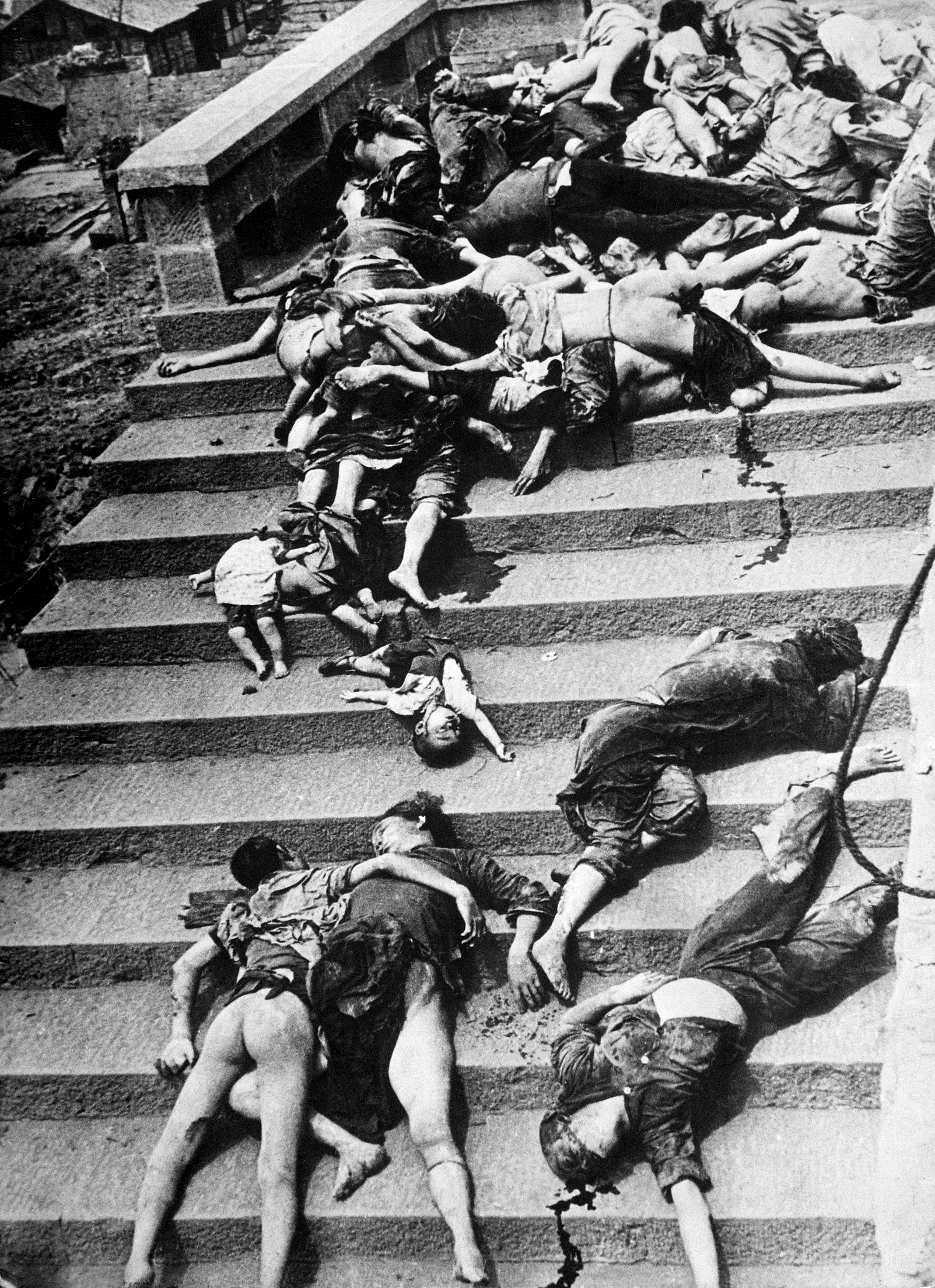
Наслідки масової паніки під час бомбардувань японською авіацією міста Чунцін в червні 1941 року. Більше ніж 5000 жителів було вбито за перші два дні бомбардувань

Японська імперія вирішила змінити стратегію активної боротьби на стратегію вимотування. Японська імперія обмежується лише локальними операціями на фронті та переходить до посилення політичної боротьби. Це було викликано надмірною напругою сил та проблемами контролю над ворожим населенням окупованих територій. Після захоплення більшості портів японською армією, у Республіці Китай залишилися тільки три шляхи для отримання допомоги від союзників — це вузькоколійна дорога з Хайфону в Куньмін у Французькому Індокитаї; Бірманська дорога, яка пролягала до Куньміну через Британську Бірму й Синьцзянський тракт, що проходив від радянсько-китайського кордону через Сіньцзян та провінцію Ганьсу.
1 листопада 1938 року Чан Кайші закликав китайський народ продовжити опір Японії до переможного кінця. Комуністична партія Китаю схвалила цю промову в ході зборів молодіжних організацій Чунціна. У цьому ж місяці японським військам вдалося узяти міста Фусінь та Фучжоу за допомогою морських десантів.
Японія зробила пропозиції гоміньданівському уряду про перемир'я. Це підсилило внутріпартійні суперечки китайських націоналістів. Як наслідок цього послідувала зрада китайського віце-прем'єра Ван Цзінвея, який втік до захопленого японцями Шанхая.
У лютому 1939 року в ході Хайнаньської десантної операції японська армія під прикриттям кораблів 2-го флоту Японії захопила міста Цзюньчжоу та Хайкоу, втративши при цьому два транспорти та баржу з військами.
З 13 березня по 3 квітня 1939 розгорнулась Наньчанська операція, в ході якої японським військам у складі 101-ї та 106-ї піхотної дивізії за підтримки авіації, десанта морської піхоти та канонерських човнів вдалося зайняти місто Наньчан та декілька інших міст. В кінці квітня китайці зробили успішний контрнаступ на Наньчан, звільнили місто Хоань. Проте потім японські війська завдали локального удару у напрямі міста Їчан. До Наньчану японські війська знову вступили 29 серпня.
У червні 1939 морськими десантами були взяті китайські міста Шаньтоу (21 червня) та Фучжоу (27 червня).
У вересні 1939 китайським військам удалося зупинити японський наступ за 18 км на північ від міста Чанша. 10 жовтня китайські війська перейшли в успішний контрнаступ проти частин 11-ї армії у напрямі Наньчана, який їм вдалося зайняти 10 жовтня. В ході операції японці втратили до 25 тис. людей та більше 20 десантних суден.

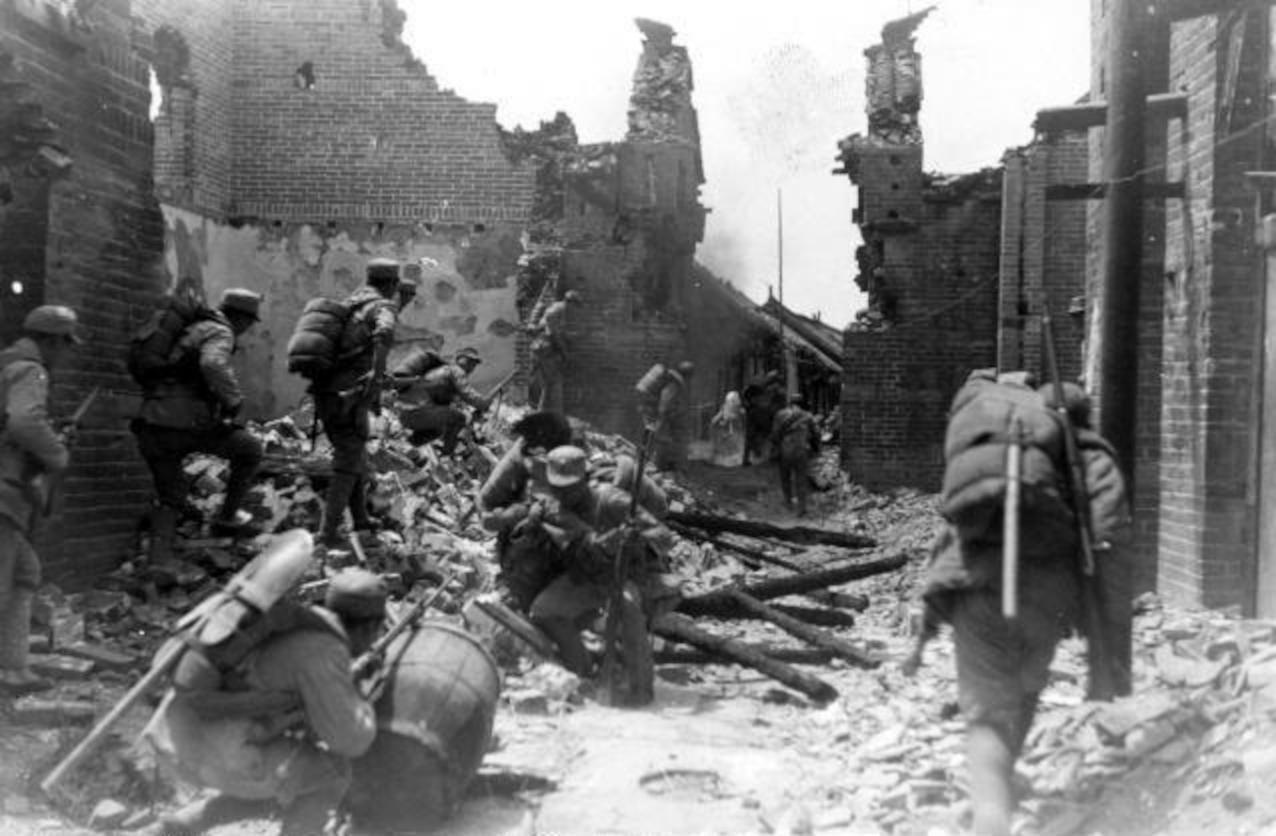
Китайські солдати під час битви за Сюйчжоу

З 14 по 25 листопада японці десантували 12-тисячне військове угрупування в районі Панкхою. У ході Панкхойської десантної операції японцям вдалося взяти міста Панкхой, Циньчжоу, Дантонґ і 24 листопада, після запеклих боїв — Наньін. Проте наступ на Ланьчжоу було зупинено контратакою 24-ї армії генерала Бай Чунсі. Японська авіація почала бомбардування міста. 8 грудня китайські війська за сприяння Чжуньцзіньської авіагрупи радянського майора С. Супруна зупинили японський наступ з району міста Наньін на рубежі Куньлуньґуана. 16 грудня 1939 року силами 86-ї та 10-ї армій китайці почали наступ з метою оточення Уханьського угрупування японських військ. З флангів операцію забезпечували 21-ш та 50-та армії. У перший день операції японська оборона була прорвана, але подальший хід подій призвів до зупинки наступу, відступу на початкові позіції та переходу до оборонних дій. Уханьська операція провалилася через недоліки системи управління китайської армії.
У березні 1940 року Японська імперія сформувала маріонетковий уряд в Нанкіні з метою отримання політичної та військової підтримки в боротьбі з партизанами в глибокому тилу. Главою уряду став колишній віце-прем'єр Республіки Китай Ван Цзінвей.
У червні-липні успіхи японської дипломатії на переговорах з Великої Британією та Французької республіки привели до припинення військової допомоги Республіці Китай через Британську Бірму та Французький Індокитай. 20 червня було підписано британо-японську угоду про спільні дії проти порушників ладу та безпеки японських військових сил в Республіці Китай, за якою, зокрема, Японській імперії передавалося китайське срібло на суму 40 млн доларів, яке зберігалося в британському та французькому представництвах в Тяньцзіні.
20 серпня 1940 року почався спільний широкомасштабний (брало участь до 400 тисяч чоловік) наступ 4-ї та 8-ї китайської армії та партизанських загонів Комуністичної партії Китаю проти японських військ в провінціях Шаньсі, Чахар, Хубей та Хенань, відомий як «Битва ста полків». У провінції Цзянсу мала місце низка зіткнень між комуністичними армійськими частинами та гоміньданівськими партизанськими загонами губернатора Х. Деціня, внаслідок яких останні були розгромлені. Підсумком китайського наступу стало звільнення території з населенням більше 5 млн чоловік та 73 великих населених пункти. Втрати особового складу сторін були приблизно рівними (близько 20 тис. людей з кожною сторони).
18 жовтня 1940 року Вінстон Черчилль вирішив знов відкрити Бірманську дорогу.
Протягом 1940 року японські війська обмежилися лише однією наступальною операцією в басейні нижньої течії річки Ханьшуй та успішно провели її, захопивши місто Їчан.
У січні 1941 року в провінції Аньхой військові формування гоміньдана атакували частини 4-ї армії Комуністичної партії. Її командувач Е Тін, який прибув в штаб гоміньданівських військ для переговорів, був арештований. Погіршали стосунки між комуністами та націоналістами. Тим часом 50-тисячна японська армія провела невдалий наступ в провінціях Хубей та Хенань з метою з'єднати Центральний та Північний фронти.
До березня 1941 року проти районів, контрольованих Комуністичною партією Китаю (далі — КПК), зосередилися дві великі оперативні групи військ гоміньдановського уряду: на північному заході 34-та армійська група (далі — АГ) генерала Х. Цзуннаня (16 піхотних та 3 кавалерійських дивізії) і в районі провінцій Аньхой та Цзянсу — 21-ша АГ генерала Л. Пінсяна та 31-ша АГ генерала Т. Еньбо (15 піхотних та 2 кавалерійських дивізії). 2 березня КПК висунула «Дванадцять вимог» китайському уряду для досягнення угоди між комуністами та націоналістами.

### Третій період війни (грудень 1941— серпень 1945)

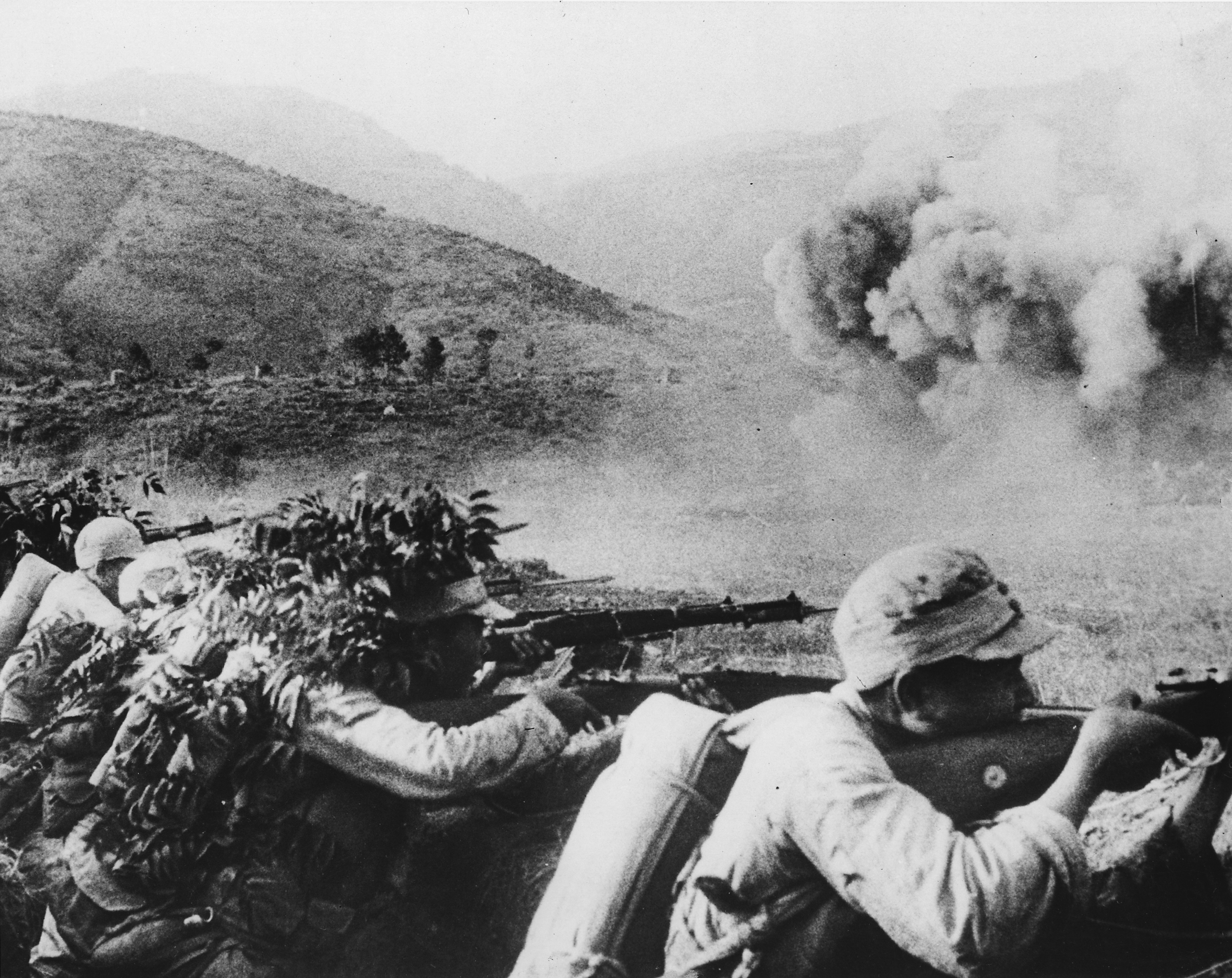
Китайські солдати відбивають напад 50-тисячної японської армії на річці Салвен

7 грудня 1941 року Японська імперія напала на США, Велику Британію та Нідерланди, що змінило баланс сил в Азійсько-Тихоокеанському регіоні. Вже 8 грудня японці розпочали бомбардування британського Гонконгу та наступ силами 38-ї піхотної дивізії.
9 грудня уряд Чан Кайші оголосив війну Третьому Рейху та Королівству Італія, а 10 грудня — Японській імперії (війна до цієї дати йшла без формального оголошення).
24 грудня японці зробили третій за війну контрнаступ на місто Чанша, а 25 грудня частини 38-ї піхотної дивізії узяли Гонконг, примусивши залишки британського гарнізону здатися в полон (12 тисяч чоловік). Японці в ході боїв за острів втратили 3 тисячі чоловік. Третя Чаншайська операція ж не увінчалася успіхом та завершилася 15 січня 1942 року відходом японських частин 11-ї армії на вихідні позиції.
26 грудня був підписаний договір про військовий союз між Республікою Китай, Великою Британією та США. Також було створено коаліційне командування для узгодження військових дій союзників, які виступили проти японців єдиним фронтом. Так, у березні 1942 року китайські війська у складі 5-ї та 6-ї армій під спільним командуванням американського генерала Стілвелла прибули з Китаю до Британської Бірми по Бірманській дорозі для боротьби з японськими військами.
У травні-червні японці провели Чжецзян-Цзянсійську наступальну операцію, взявши декілька міст, військово-повітряну базу Лішуй та Чженцзян-Хунаньську залізницю. Декілька китайських частин опинилися в оточенні (частини 88-ї та 9-ї армій).
Впродовж всього періоду 1941—1943 японці також проводили каральні операції проти комуністичних військ. Це було викликано необхідністю боротьби зі все зростаючим партизанським рухом. Так, за рік в результаті каральних операцій японських військ територія партизанських районів КПК скоротилася удвічі. Частини 8-ї армії та Нової 4-ї армії КПК в боях з японцями втратили за цей час до 150 тис. бійців.
У липні-грудні 1942 відбуваються бої місцевого значення, а також декілька локальних наступів як китайських, так і японських військ, котрі особливо не вплинули на спільний хід військових дій.
Через захоплення японцями Британської Бірми, постачання вантажів до Республіки Китай скоротилися ще сильніше, та брак озброєння і боєприпасів в частинах досяг критичного рівня. Союзники почали будувати дорогу Ледо від індійського міста Ассам до Бірманської дороги.

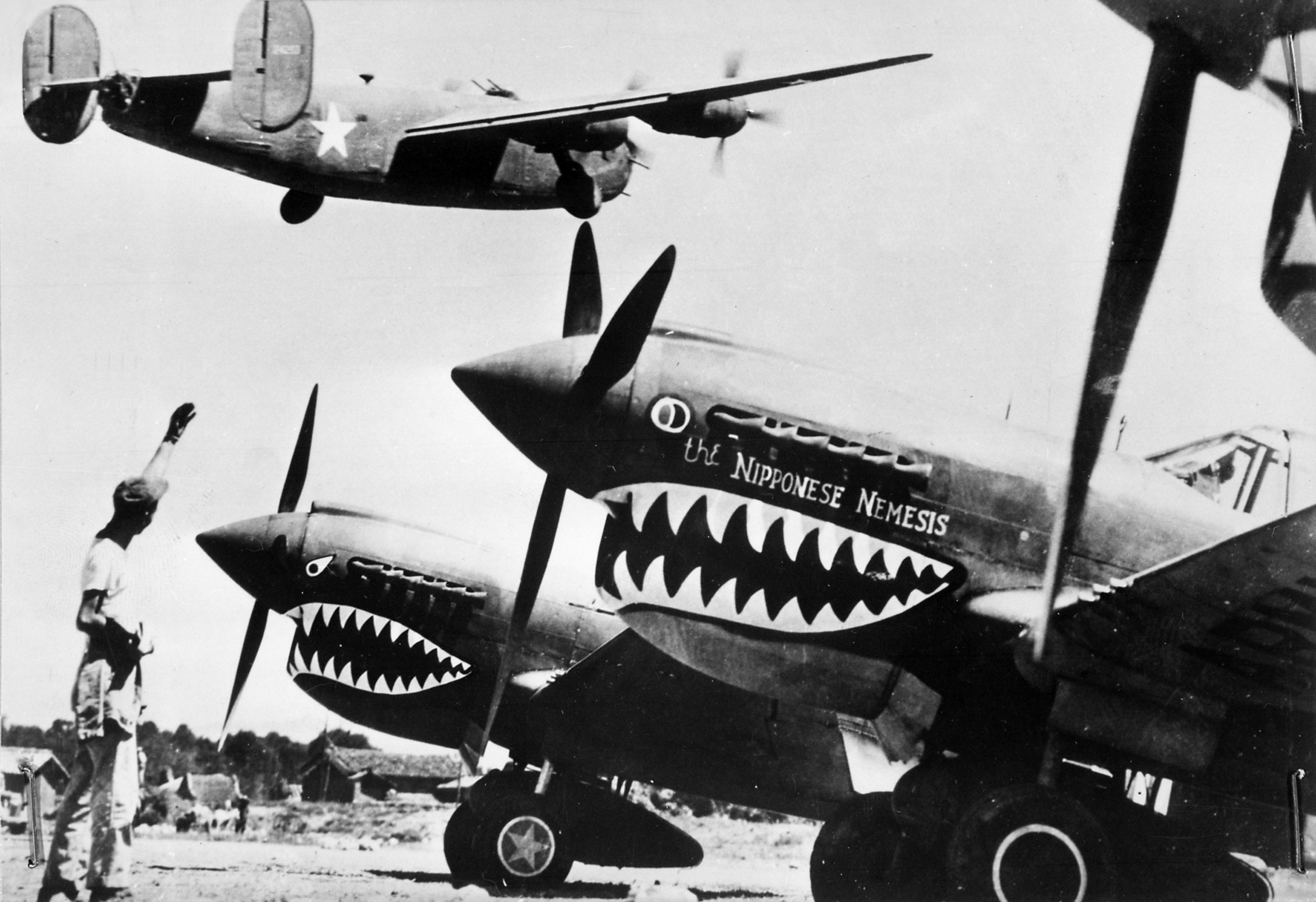
Літаки добровольчої групи «Летючі Тигри»

1943 року Республіка Китай, яка опинилася практично в ізоляції, була дуже ослаблена. Японська імперія використовувала тактику невеликих локальних операцій, так званих «рисових наступів», що ставили за мету виснажити китайські війська, захопити провіант та позбавити його і без того голодуючого противника. У цей період активно діє китайська авіагрупа бригадного генерала Клера Ченнолта, сформована з добровольчої групи «Летючі Тигри», що діяла в Китаї з 1941 року.
9 січня 1943 нанкінський маріонетковий уряд в Китаї оголосив війну Великій Британії та США.
Початок року характеризувався локальними боями японської та китайської армій. У березні японці без успіху намагалися оточити китайське угрупування в районі Хуайїнь — Янчен в провінції Цзянсу (Хуайїнь-Янченська операція).
25 березня Чан Кайші видав указ про мобілізацію в армію жінок у віці від 18 до 45 років.
У травні — червні 11-та японська армія перейшла в наступ з плацдарму на річці Їчан у напрямі китайської столиці, міста Чунцін, проте була контратакована китайськими частинами та відступила.
Наприкінці 1943 року китайська армія успішно відбила один з «рисових наступів» японців в провінції Хунань, здобувши перемогу в битві при Чанде (23 листопада — 10 грудня).

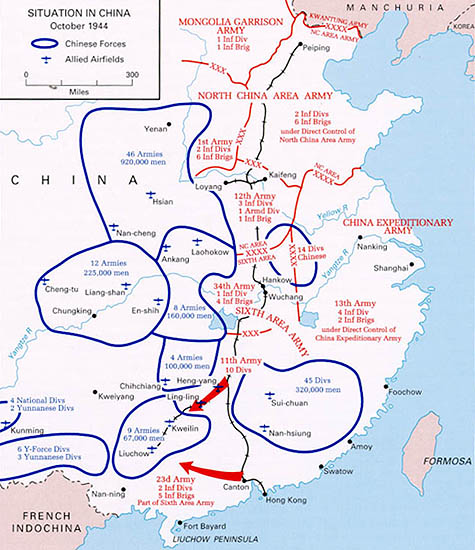
Ситуація в Китаї в жовтні 1944 року

У 1944—1945 рр. встановилося фактичне перемир'я між японцями та китайськими комуністами. Японці припинили каральні рейди проти комуністів. Це було вигідно обом сторонам — комуністи дістали можливість зміцнити контроль над північно-західним Китаєм, а японці вивільнили сили для війни на півдні.
Початок 1944 року характеризувався наступальними операціями локального характеру.
14 квітня 1944 року частини 12-ї японської армії Північного фронту перейшли в наступ проти китайських військ 1-го Військового району (ВР) у напрямі міст Чженчжоу та Цюешань, прорвавши китайську оборону за допомогою бронетехніки, чим поклала початок Пекін-Ханькоусській операції. На день пізніше на зустріч з 12-ю армією рушили частни 11-ї армії Центрального фронту з району міста Сіньян, перейшовши в наступ проти 5-го китайського ВР з метою оточення китайського угрупування в долині річки Хуанхе. У цій операції брали участь 148 тисяч японських солдатів та офіцерів. Наступ було успішно завершений 9 травня. Частини обох армій з'єдналися в районі міста Цюешань. В ході операції японцями було захоплено стратегічно важливе місто Чженчжоу (19 квітня), а також Лоян (25 травня). У руках японців опинилася велика частина території провінції Хенань та вся залізнична лінія від Пекіна до Ханькоу.
З подальшим розвитком активних наступальних бойових дій японської армії відбулась Хунань-Ґуйліньська операція 23-ї японської армії проти китайських військ 4-го ВР у напрямі міста Люйчжоу.
У травні — вересні 1944 року японці продовжують вести наступальні операції в південному напрямі. Активність японців привела до падіння Чанши та Хеньяна. За Хеньян китайці вели наполегливі бої і у ряді місць контратакували противника, тоді як Чанша була залишена без бою.
У цей же час китайці провели наступ в провінції Юньнань силами групи «Y». Війська пересувались двома колонами, форсувавши річку Салуїн. Південна колона оточила японців в Лунліні, проте після декількох японських контратак була відтіснена. Північна колона наступала більш успішно, за підтримки американської 14-ї повітряної армії захопивши місто Тенчун.
4 жовтня японським десантом з моря було узято місто Фучжоу. У цьому ж місці починається евакуація військ 4-го ВР Китаю з міст Гуйлінь, Лючжоу та Наньінь, 10 листопада 31-ша армія цього ВР була вимушена капітулювати перед 11-ю армією Японії в місті Гуйлінь.
20 грудня японські війська, що наступали з півночі, з району міста Гуанчжоу та з Індокитаю, з'єдналися в місті Нанлу, встановивши залізничне сполучення через весь Китай від Кореї до Індокитаю.
В кінці року американська авіація перекинула дві китайські дивізії з Британської Бірми до Республіки Китай.
1944 рік характеризувався успішними діями американського підводного флоту біля китайських берегів.
10 січня 1945 частини групи військ генерала Вей Ліхуана звільнили місто Ваньтін та перейшли китайсько-бірманський кордон, вступивши на територію Бірми, а 11-та армія 6-го фронту японців перейшло в наступ проти китайського 9-го ВР у напрямі міст Ганьчжоу, Їчжан та Шаогуань.
У січні — лютому японська армія відновила наступ в Південно-Східному Китаї, зайнявши обширні території в прибережних провінціях — між містом Ухань та кордоном Французького Індокитаю. Були захоплені ще три військово-повітряні бази американської 14-ї повітряної армії Ченнолта.
У березні 1945 японці зробили черговий наступ з метою захоплення урожаю в Центральному Китаї. Сили 39-ї піхотної дивізії 11-ї армії вдарили у напрямі міста Ґучен (Хенань-Хубейська операція). У березні — квітні японцям вдалося також узяти дві американські авіабази в Китаї — Лаохотоу та Лаохекоу.
5 квітня СРСР однобічно денонсував пакт про нейтралітет з Японською імперією у зв'язку із зобов'язаннями радянського керівництва, даними на Ялтинській конференції.
В результаті китайського контрнаступу 30 травня був перерізаний коридор, що вів до Французького Індокитаю. До 1 липня 100-тисячне японське угрупування було оточене в Кантоні, а ще близько 100 тисяч під ударами американських 10-ї та 14-ї повітряних армій повернулися до Північного Китаю. 27 липня вони залишили одну із захоплених раніше американських військово-повітряних баз в Гуйліне.
У травні китайські війська 3-го ВР провели наступ на Фучжоута та зуміли звільнити місто від японців. Активні операції японців як тут, так і в інших районах, в цілому були згорнуті, японські війська перейшла до оборони.
У червні — липні японці та китайські націоналісти провели серію каральних операцій проти комуністичного особого району та армій КПК.

### Четвертий період війни (серпень 1945— вересень 1945)

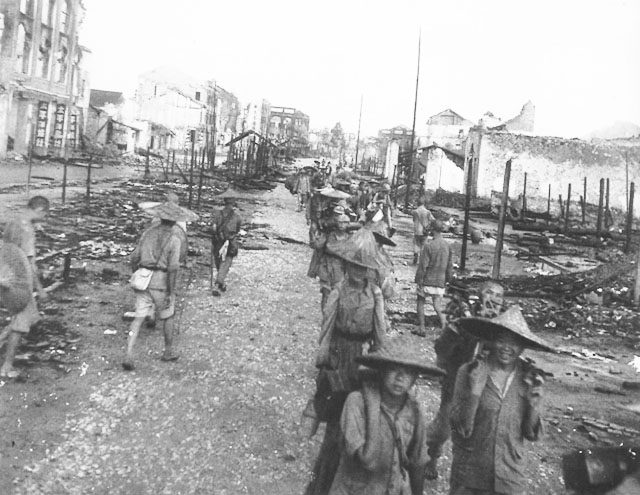
Липень 1945 року: Китайці повертаються до Лючжоу

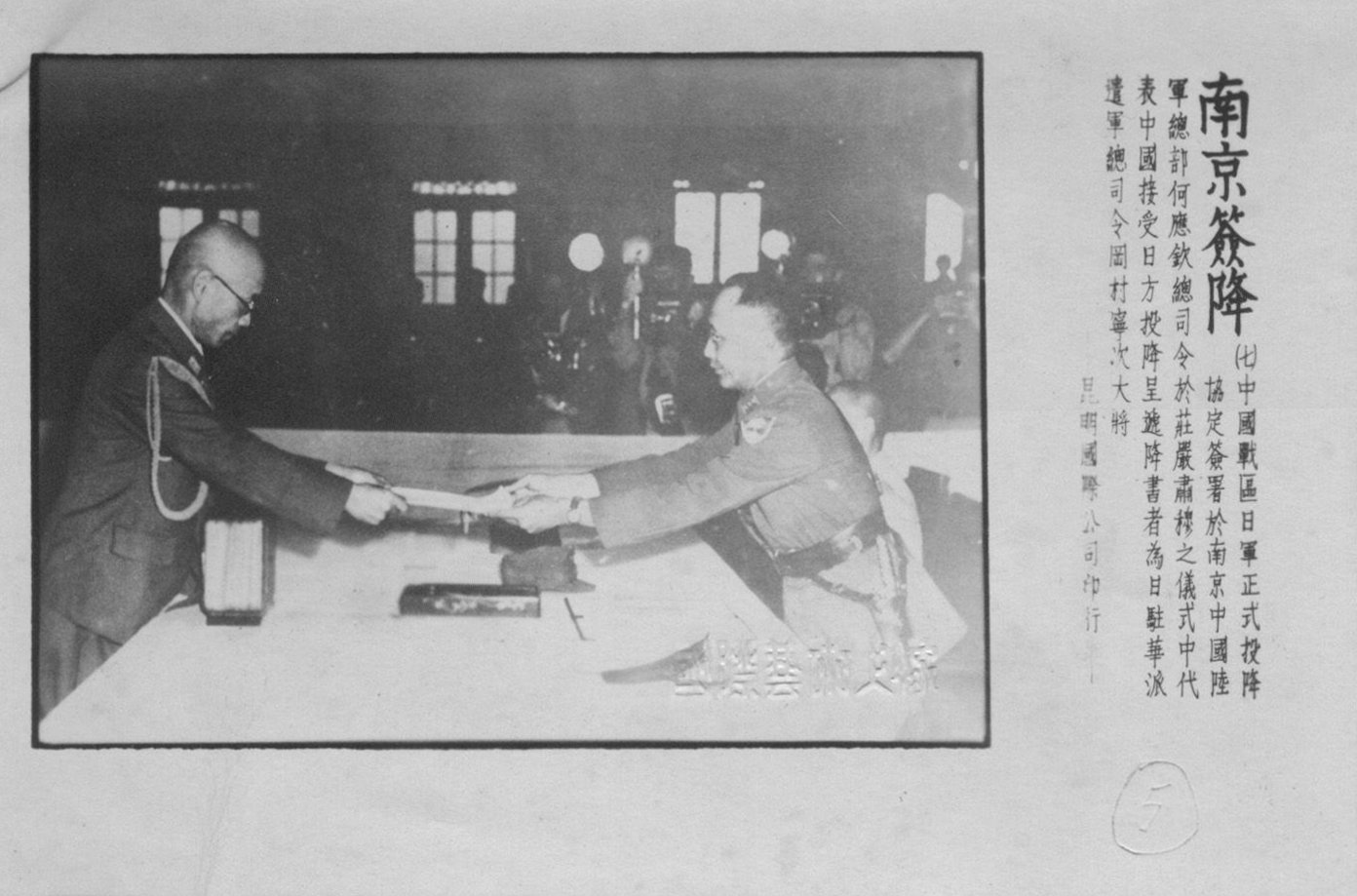
Нанкін 9 вересня 1945 року: Головнокомандувач Китайської Експедиційної армії Окамура Ясудзі передає генералу Хе Юінгквіну «Акт про капітуляцію Японії»

8 серпня 1945 р. СНК СРСР офіційно приєднався до Потсдамської декларації США, Великої Британії та Республіки Китай і оголосив війну Японській імперії. До того часу Японська імперія була вже знекровлена, і її здатність продовжувати війну була мінімальною.
Радянські війська, використовуючи кількісну та якісну перевагу військ, перейшли в наступ в північно-західному Китаї та швидко зім'яли японську оборону. (Радянське вторгнення в Маньчжурію).
В той же час розпочалася боротьба між китайським націоналістами та комуністами за політичний вплив. 10 серпня головком військ КПК Чжу Де віддав наказі про перехід комуністичних військ в наступ проти японців на всьому фронті, а 11 серпня Чан Кайші віддав аналогічний наказ про перехід в наступ всіх китайських військ. Як комуністи, так і націоналісти піклувалися тепер в першу чергу про встановлення своєї влади в країні після перемоги над Японією. При цьому СРСР негласно підтримував в першу чергу комуністів, а США — націоналістів.
Вступ до війни СРСР та атомні бомбардування Хіросіми та Нагасакі прискорили остаточний розгром та поразку Японії.
14 серпня, коли стало зрозуміло, що Квантунська армія зазнала нищівної поразки, японський імператор заявив про капітуляцію Японської імперії.
14—15 серпня було заявлено про припинення вогню. Але не зважаючи на це рішення, окремі японські частини та підрозділи продовжували відчайдушний опір на всьому театрі військових дій до 7—8 вересня 1945 року.
2 вересня 1945 р. в Токійській затоці, на борту американського лінкора «Міссурі», представниками США, Великої Британії, СРСР, Французької республіки та Японської імперії підписаний Акт про капітуляцію Японії. Так завершилася Друга світова війна в Азії.

## Підсумки війни
Японська імперія програла в Другій світовій війні багато в чому завдяки наполегливому опору японській агресії в Республіці Китай. Японські війська в Республіці Китай формально капітулювали 9 вересня 1945. Японо-китайська, як і Друга світова війна в Азії, закінчилася повною капітуляцією Японської імперії.

### Територіальні зміни
За рішенням Каїрської конференції (1943) території Маньчжурії, Тайваню та Пескадорських островів відійшли до Республіки Китай. Острови Рюкю були визнані японською територією.

## Пам'ятні дати
- У Китаї закінчення війни на державному рівні щорічно урочисто святкується 3 вересня (наступного дня після підписання Японією Акта капітуляції перед США 2 вересня 1945)